# Tapinocyboides
Tapinocyboides Wiehle, 1960 è un genere di ragni appartenente alla famiglia Linyphiidae.

## Distribuzione
Le due specie oggi attribuite a questo genere sono state reperite nella regione paleartica: la T. pygmaeus ha l'areale più vasto, varie località dell'intera regione.

## Tassonomia
A giugno 2012, si compone di due specie:
- Tapinocyboides bengalensis Tanasevitch, 2011 — India
- Tapinocyboides pygmaeus (Menge, 1869)[3] — Regione paleartica

### Specie trasferite
- Tapinocyboides simoni (Lessert, 1904); trasferita al genere Trichoncyboides Wunderlich, 2008[1].

### Sinonimi
- Tapinocyboides antepenultimus (O. P.-Cambridge, 1882); trasferita dal genere Diplocephalus Bertkau, 1883 e posta in sinonimia con T. pygmaeus (Menge, 1869) a seguito di un lavoro di Wiehle (1960a)[1].